# Gottfrid III av Nedre Lothringen
 Gottfrid III av Nedre Lothringen, även kallad Gottfrid den puckelryggige, död 1076, var en italiensk monark. Han var regerande markgreve i Toscana mellan 1069 och 1076. 